# Wierzchowiny (powiat radzyński)
Wierzchowiny – wieś szlachecka w Polsce położona w województwie lubelskim, w powiecie radzyńskim, w gminie Ulan-Majorat.
| SIMC    | Nazwa     | Rodzaj    |
| ------- | --------- | --------- |
| 0021605 | Nowe Pole | część wsi |

Wieś szlachecka położona była w drugiej połowie XVI wieku w ziemi łukowskiej województwa lubelskiego. W latach 1975–1998 miejscowość należała administracyjnie do województwa bialskopodlaskiego.
Wieś jest sołectwem w gminie Ulan-Majorat. Według Narodowego Spisu Powszechnego z roku 2011 wieś liczyła 322 mieszkańców.
Po raz pierwszy Wierzchowiny pojawiają się w dokumentach z początku XVI wieku, choć wieś ta prawdopodobnie powstała znacznie wcześniej. Głównymi posesjonatami są Wierzchowscy herbu Pobóg – niektórzy z nich przybrali herb Korczak – odnotowani tu już w 1507 roku w Łukowskich księgach podkomorskich, które znajdują się w Archiwum Państwowym w Lublinie.
Wierni Kościoła rzymskokatolickiego należą do parafii św. Małgorzaty w Ulanie-Majoracie.